# 迪石市
迪石市（越南语：／）是越南安江省省莅。

## 名稱
迪石市的越南語名稱為“瀝架”，當地華人音譯作“迪石”。

## 地理
迪石市东接周城县和新合县，南接周城县和安边县，北接魂坦縣和新合县，西临泰国湾和坚海县。

## 歷史
曾经是柬埔寨的领土、1715年越南阮朝的南進政策下扩张而来的領土。柬埔寨名为Kramuon-Sa。
2001年11月14日，永清坊析置永光坊，沥磊坊析置永利坊。
2003年2月11日，永乐坊析置永保坊。
2004年1月8日，安和坊析置安平坊。
2004年10月，迪石市社被评定为三级城市。
2005年7月26日，迪石市社改制为迪石市。
2014年2月18日，迪石市被评定为二级城市。
2024年10月24日，越南国会常务委员会通过决议，自2024年12月1日起，永保坊并入永清云坊。
2025年7月1日堅江省併入安江省後成為安江省省莅。

## 行政区划
迪石市下辖10坊1社，市人民委员会位于永清云坊。
- 安平坊（Phường An Bình）
- 安和坊（Phường An Hòa）
- 沥磊坊（Phường Rạch Sỏi）
- 永合坊（Phường Vĩnh Hiệp）
- 永乐坊（Phường Vĩnh Lạc）
- 永利坊（Phường Vĩnh Lợi）
- 永光坊（Phường Vĩnh Quang）
- 永清坊（Phường Vĩnh Thanh）
- 永清云坊（Phường Vĩnh Thanh Vân）
- 永通坊（Phường Vĩnh Thông）
- 飞通社（Xã Phi Thông）